# 橋本拳人
橋本拳人（1993年8月16日—），日本足球運動員，司職中場，現效力於日本甲組職業足球聯賽球隊FC東京，日本國家足球隊成員。

## 俱樂部生涯
桥本拳人1993年8月16日出生，他五岁即开始踢球并在哥哥的影响下加入了FC东京的足球学校。2012年2月，桥本拳人升入了球队一队，为了寻求更多的比赛经验，2013年5月到2015年1月期间，桥本拳人曾被外借到熊本深红，接连两个赛季，他都成了这支球队的主力中场，期间他出战了60场联赛。
2015年1月，桥本拳人重返FC东京，球队将老将石川直宏身穿的18号球衣给了他。这年的3月份他终于上演了球队一队首秀。
在其后的几年时间里，桥本拳人逐渐成为FC东京的主力后腰。他和高萩洋次郎的后腰组合在主帅的4-4-2阵容体系中发挥着重要作用。作为一名后腰队员，桥本拳人的拦截能力出色还有着良好的位置感和预判能力。他能准确领会主帅的战术意图还能在必要的时候参与进攻。
2016年，桥本拳人跟随FC东京打进了亚冠联赛的16强，在淘汰赛阶段球队最终因客场进球的劣势不敌上海上港而出局。桥本拳人为球队出战了主客场对江苏苏宁和主客场对上海上港的比赛。
在2017赛季，桥本拳人在联赛中打进5球。2019赛季，桥本拳人在34场联赛中保持着全勤，球队最终以64的成绩拿到了联赛亚军。那个赛季发挥出色的桥本拳人入选了日职联赛最佳阵容。除了在联赛和国内杯赛的出色发挥外，桥本拳人还随队踢了8场亚冠比赛。
在国际比赛和日本国内联赛的出色发挥，桥本自然而然地获得了欧洲球会关注。这次向他表示有兴趣的是俄超球队罗斯托夫。桥本拳人最终和球队签订了四年合约。
加盟球队不久，桥本拳人就在20/21赛季联赛首轮击败坦波夫的比赛中替补登场7分钟完成了首秀。接下来球队连续输给了泽尼特和莫斯科迪纳摩，他都获得了替补登场机会。
联赛第四轮，在罗斯托夫1比0击败乌法的比赛中，主帅卡尔平进行了战术调整，原来的后腰诺曼位置前置，桥本拳人获得了首发机会。比赛第79分钟，门前的桥本拳人接帕维尔·马马耶夫的助攻冲顶得分。当时马马耶夫左边路下底，皮球传到后点，桥本头球冲顶得分。接下来对阵乌拉尔的比赛中，桥本拳人在48分钟替换受伤的诺曼登场。第59分钟，罗斯托夫开出右侧角球，队友将球送入禁区，桥本拳人半转身抽射皮球直接入网，日本球员连续两场比赛取得了破门。
罗斯托夫客场3比2击败图拉兵工厂。比赛中回归首发阵容的桥本拳人位置更靠前。他在40分钟接队友传球头球得分，帮球队逆转比分。上半时补时第一分钟，又是他右脚得分梅开二度。本场比赛结束，桥本拳人拿到了MVP，赛后接受采访时他将本赛季个人目标定为打进10球。本赛季，罗斯托夫已经在欧联杯资格赛中出局。
由于俄乌冲突，国际足联通过了一项决议，即效力于乌克兰和俄罗斯联赛的外国球员在今年6月底之前可以自由转会其他俱乐部。桥本拳人签约神户，正是基于该特别规则。但基于FIFA的特殊规则，桥本拳人是在和罗斯托夫的合约暂停后加盟球队，他和神户胜利船的合同到2022年6月30日为止。
日职联赛球队神户胜利船官方宣布，已经与效力于俄超罗斯托夫的日本国脚桥本拳人签下了一份短期合同。
2022年7月18日，西乙球队韦斯卡官方消息，俱乐部已签下日本中场桥本拳人。

## 國家隊生涯
桥本拳人曾代表日本U19国家队出战2012年亚青赛，他此次赛事仅获得了15分钟的出场时间。桥本拳人仅代表日本国奥队出战过对南非U23的友谊赛。
在联赛中的优异发挥让桥本拳人获得了国家队的关注。在2019年3月26日对阵玻利维亚的友谊赛中，桥本拳人上演了国家队首秀，那场比赛他和小林祐希搭档出现在了后腰位置。当年的世界杯预选赛两场比赛和东亚杯对中国的比赛，桥本拳人都获得了登场机会。
2021年6月7日，橋本拳人於世界盃外圍賽對塔吉克射入個人國際賽首球。

## 獎項

### 球隊
FC東京
- 日本職業足球乙級聯賽：2011年
- 天皇盃：2011年

### 個人
- 日職聯賽年度最佳陣容：2019年

## 外部連結
- 橋本拳人的Instagram帳戶
- 橋本拳人的X（前Twitter）
- YouTube上的TOKYO PLAYER INTERVIEWS #4 橋本拳人 - FC東京公式チャンネル
- プロフィール （页面存档备份，存于） - Jリーグ
- .   [2019-03-26]. （原始内容存档于2014-07-06）. - ロアッソ熊本
- プロフィール （页面存档备份，存于） - FC東京
- Soccerway資料庫：橋本拳人 （英文）
- 【THE REAL】FC東京のマルチプレーヤー・橋本拳人が抱く夢と熊本への想い…リオの舞台で一人5役を (1/4) （页面存档备份，存于） , (2/4) （页面存档备份，存于） , (3/4) （页面存档备份，存于） , (4/4) （页面存档备份，存于） - CYCLE (2016年6月24日)